# Música para adultos
Música Para Adultos es el primer álbum de estudio del cantante puertorriqueño de reguetón Luigi 21 Plus, fue publicado en enero del 2010 por Artillery Music y Diamond Music.

## Lista de canciones
| N.º | Título                          | Duración |  |
| 1.  | «Mi introducción»               | 1:42     |  |
| 2.  | «A quién no»                    | 2:59     |  |
| 3.  | «Mueve ese q-lo»                | 3:10     |  |
| 4.  | «Sin prisa»                     | 2:54     |  |
| 5.  | «No es señorita» (con Arcángel) | 3:16     |  |
| 6.  | «Ella quiere»                   | 2:53     |  |
| 7.  | «No me hables de amor»          | 2:52     |  |
| 8.  | «Cuernos»                       | 2:59     |  |
| 9.  | «Sale a escondidas»             | 2:58     |  |
| 10. | «Pela» (con Yaga & Mackie)      | 3:31     |  |
| 11. | «What u want»                   | 3:01     |  |
| 12. | «Chupa, lambe y besa»           | 2:30     |  |
| 13. | «Mensaje de texto 2»            | 2:47     |  |
| 14. | «Hipócritas»                    | 3:34     |  |
| 15. | «Libertad Under Age»            | 2:37     |  |

Notas
- La canción «Libertad Under Age» fue lanzada originalmente en 2006 para el disco Los Benjamins de los productores Luny Tunes pero con el nombre «Libertad».[3]